# جيكوب هرومادا
جيكوب هرومادا (25 مايو 1996 بكوشيتسه في سلوفاكيا - ) هو لاعب كرة قدم سلوفاكي في مركز الوسط. لعب مع نادي سامبدوريا ونادي سينيتسا.

## وصلات خارجية
- جيكوب هرومادا على موقع الاتحاد الدولي (مؤرشف)  (الإنجليزية)
- جيكوب هرومادا على موقع الاتحاد الأوربي (الإنجليزية)
- جيكوب هرومادا على موقع قاعدة بيانات كرة القدم.إي يو (الإنجليزية)
- جيكوب هرومادا على موقع ناشيونال فوتبول تيمز (الإنجليزية)
- جيكوب هرومادا على موقع Soccerway.com (الإنجليزية)
- جيكوب هرومادا على موقع عالم كرة القدم.نت (الإنجليزية)
- جيكوب هرومادا على موقع AS.com (الإسبانية)